# Алиса в Огледалния свят
 Тази статия е за книгата.  За филма от 2016 г. вижте Алиса в Огледалния свят (филм).  
„Алиса в Огледалния свят“ (оригинално заглавие на английски: Through the Looking-Glass, and What Alice Found There – През огледалото, и какво откри Алиса там) е книга за деца от английския писател Луис Карол. Написана е през 1871 година и е продължение на „Алиса в Страната на чудесата“. Определяна е като литературен нонсенс.

## Сюжет
Докато си играе с черното котенце Кити, Алиса (момиченце на седем и половина години) решава да види какво има от другата страна на огледалото във всекидневната и попада в Огледалния свят. Земята там представлява огромна шахматна дъска: поточета, пресечени от живи плетове, я разделят на квадрати открай-докрай. Алиса се включва в играта на шах, разигравана от обитателите на Огледалния свят. Тя започва като пешка на Бялата царица и преминава шест поточета, като всяко пресичане на поточе (графично представено в текста с три реда звездички) отразява напредване с един ход. По пътя си Алиса среща много чудновати същества: говорещи цветя и животни, братята-близнаци Туидълдий и Туидълдум, Хъмпти-Дъмпти, Лъвът и Еднорогът, вестоносците Зай Ек и Шап Кар, Черният и Белият рицар, Черната и Бялата царица, Черният и Белият цар. Достигайки Осми квадрат получава корона и самата тя става царица. По този повод е организиран гуляй в нейна чест. В настъпилата бъркотия по време на празненството, Алиса сграбчва Черната царица и се събужда с черното котенце в ръце.

## Герои
Имената на героите в оригинал на английски са дадени в скоби.
- Алиса (Alice)
- Червената кралица (The Red Queen)
- Бялата кралица (The White Queen)
- Туидълди (Tweedledee) и Туидълдум (Tweedledum)
- Хъмпти-Дъмпти (Humpty Dumpty)
- Червеният крал (The Red King)
- Белият крал (The White King)
- Зай Ек (Haigha) и Шап Кар (Hatta)
- Лъвът (The Lion)
- Еднорогът (The Unicorn)
- Червеният конник (The Red Knight)
- Белият конник (The White Knight)

## Шах
Докато в предхождащата книга „Алиса в Страната на чудесата“ картите за игра са сред основните теми, в „Алиса в Огледалния свят“ основна тема е играта на шах. Огледалният свят е представен като шахматна дъска, разделена на квадрати от пресичащи се поточета и живи плетове. В началото на книгата Луис Карол посочва героите, които представят различни шахматни фигури. Някои от тях – например Черната и Бялата царица, Черният и Белият цар – са пълни съответствия на фигурите и носят същите имена. Други просто изпълняват ролята на фигури – самата Алиса започва приключението си в Огледалния свят като пешка на Бялата царица и завършва като царица. Също в началото е поместена и шахматна задача с описание на ходовете на фигурите, представени от Алиса и другите герои. Авторът обяснява, че задачата е съставена по правилата на играта и макар че редуването не е спазено, ходовете са възможни.

## Стихотворения и песни
В книгата има няколко стихотворения и песни. Някои от тях са на Луис Карол, а други са популярни за времето си стихчета и песни, чиито герои писателят прави действащи лица в „Алиса в Страната на чудесата“.
- Прелюдия – където в края има игра на думи – използваната дума „pleasance“ – „радост“ е и второто име на Алиса (Alice Pleasance Liddell)[2]
- „Джабарок“ – стихотворение в книга, която Алиса намира в Огледалната стая. Книгата отначало ѝ се струва написана на непознат език, но бързо открива, че за да прочете текста, е нужно да проследи огледалния му образ. Стихотворението е пълно с непознати думи, които впоследствие Хъмпти-Дъмпти ѝ разяснява – например „по сгладне“ означава „по пладне, когато хората огладняват“.[3]
- „Туидълдум и Туидълдий“ – популярна детска песничка; героите са действащи лица в книгата.
- „Моржът и Дърварят“ – дълга поема, която Туидълдий рецитира на Алиса.
- „Хъмпти-Дъмпти“ – популярно детско стихотворение-гатанка, чийто отговор е „яйце“. Едноименният герой е действащо лице в книгата.
- „Зимъска, когато полята белеят…“ – стихотворение, което Хъмпти-Дъмпти рецитира на Алиса.
- „Лъвът и Еднорогът“ – много стара песничка, за която се предполага, че се е появила през 17 в., когато след съюза между Англия и Шотландия се приема новият британски герб, изобразяващ британския лъв и шотландския еднорог.[2]
- Песента на Белия рицар – той я нарича „Рибешки очи“, „Старец стар-престар“, „Все някак“, „На порта покачен“ и твърди, че мелодията е негова. Алиса разпознава мелодията на популярна тогава песен – „Всичко ти дадох, вече не мога“. Освен въпросната песен, която е по текст на поета-романтик Томас Мур, песента на Белия рицар пародира и стихотворение на Уърдсуърт.[2]
- „Тъй рече Алиса, щом седна на трона…“ – песен, с която Алиса е посрещната в двореца.
- Гатанката на Бялата царица – свързана е с рибите (както и много от другите стихотворения, които чува Алиса в Огледалния свят).
- „Алее слънце в юлски ден…“ – стихотворение, с което завършва книгата. Това е акростих – първите букви на стиховете изписват името на Алиса [2]. Името в оригинал е Alice Pleasance Liddell, в превода на български е Алиса Плезанс Лидел.

## Връзки с „Алиса в Страната на чудесата“
В „Алиса в Огледалния свят“ не се споменават събитията от предходната книга. Главната героиня и в двете творби е Алиса. Нейната котка Дайна също присъства и в двете книги, като във втората има две котенца.
Имената на вестоносците Зай Ек и Шап Кар от „Алиса в Огледалния свят“ са препратка към (Мартенския) Заек и (Лудия) Шапкар от първата книга за Алиса. В оригинала на английски имената са омофони – съответно: Haigha – (The March) Hare и Hatta – (The Mad) Hatter. Този ефект на еднакво звучене с различно графично представяне е предаден при превода по единствения възможен начин в българския език – чрез разделяне на имената на две. Илюстраторът Джон Тениел, работил с Луис Карол, изобразява двамата герои, подобни на техните двама предшественици от „Алиса в Страната на чудесата“. Самата Алиса, обаче, не ги възприема като познати в хода на книгата.
Въпреки че не се появява във втората книга, сестрата на Алиса се споменава и тук.

## Адаптации
- Адаптация на книгата е немият филм от 1928 г. „Алиса в Огледалния свят“ на режисьора Уолтър Ланг.
- Анимационният филм „Алиса в страната на чудесата“ на Дисни от 1951 г. включва елементи от Алиса в Огледалния свят.
- Книгата е адаптирана за телевизионен мюзикъл през 1966 г.
- През 1974 г. книгата е адаптирана от BBC за телевизионен филм – „Алиса в Огледалния свят“.
- Телевизионният мюзикъл в две части „Алиса в страната на чудесата“ от 1985 г. е адаптация на двете книги.
- През 1987 г. е направена анимационна адаптация на книгата за телевизията.
- През 1998 г. Channel 4 правят филм „Алиса в Огледалния свят“, с участието на Кейт Бекинсейл в ролята на Алиса.
- През 1999 г. Hallmark и NBC правят телевизионна версия на „Алиса в Страната на чудесата“, която включва елементи от „Алиса в Огледалния свят“ като Туидълдий и Туидълдум, говорещи цветя, шахматни мотиви – хъркащият Черен цар, Белият рицар.